# Cooky
Szelba Christian George, művésznevén: Cooky (Maisons-Alfort, 1969. szeptember 13. –) francia származású magyar műsorvezető, lemezlovas, pilóta.

## Élete
Édesapja magyar, édesanyja francia-görög származású. Anyanyelve francia, a magyart Magyarországon kezdte el komolyabban tanulni. Párizsban, Franciaországban nőtt fel.
Egy francia rádióban tett látogatása után határozta el, hogy életét a rádiózásnak szenteli. A főiskola mellett 1988-tól eleinte gyakornokként dolgozott Franciaország piacvezető rádiójában, az NRJ-ben. Itt ragadt rá a "Cooky" művésznév, amit Magyarországon is megtartott. Kezdetben éjszaka vezetett műsort, majd hétköznaponként délután szórakoztatta francia hallgatóit. Az NRJ után egy másik híres párizsi rádió, a Fun következett.
1994-től Lemezlovasként is dolgozott, és rendszeresen fellépett Magyarországon. Egyik látogatásánál megkeresték a miskolci SkyMusic Rádiótól, és mivel környezetváltozásra, új kihívásokra és kalandra vágyott, Cooky Magyarországra költözött. Magyarul ugyan nem beszélt, de kitartásának köszönhetően hamar megszerezte a kellő nyelvtudást. Miskolc után egy érdi rádió, majd a budapesti Rádió Extrém következett 2003. augusztusától. A rádió megszűnése után a Rádió 1-en 2005. december 20-án debütált, ahol 2012. február 29-ig dolgozott.
2012 márciusától a Music FM-en vezette saját műsorait (Music Party, Kívánságműsor, Music Doktor) 17 és 21 óra között.
2014-ben megnyerte A nagy duettet Hiennel, illetve a Celeb vagyok, ments ki innen! szereplője volt.
2016-ban A nagy duett zsűritagja, és Kasza Tibivel közösen az Ezek megőrültek! műsorvezetője volt. Október 3-ától ismét a Rádió 1-en vezet műsort, hétvégente 17 és 20 óra között.

## Médiaszemélyiségként
Hazánkban a rádiózást Miskolcon kezdte, a 99.9 MHz kábelfrekvencián. A csatornának a Sky Music Radio fantázianevet találta ki. Lelkes csapat gyűlt itt össze, például akkori kezdő Dj-k, műsorvezetők, akik gyakorlatilag nagyon jó rutint szereztek itt, majd a későbbiekben, miután megszűnt az adó, más csatornáknál helyezkedtek el. A Rádió 1 adásában két műsorért felel: a Cooky Weekend Show, és a Cooky Kívánságműsor vezetője.
A rádió mellett barátjával, M.Gee-vel járják az országot, és élő fellépéseket vállalnak, Cooky mint speaker bizonyít. Emellett kedvenc hobbijának, a repülésnek is hódol, képzett pilóta. A kereskedelmi televíziózásban eddig a Viasat 3 Hot sztárkvíz című műsorát vezette,  az RTL Klubon a Vacsoracsata, A Széf és a Kész átverés című műsoraiban meghívottként vett részt.

### Botrányos távozása aRádió 1-től
Volt munkáltatója 2012. március 7-én közleményt adott ki, melyben ismertetik: a francia médiaszemélyiség nem jelent meg 2012. március 1-jétől a Rádió 1-nél vezetett műsorában, valamint értetlenül állnak azelőtt, hogy a munkaszerződésében vállalt felmondási idejét és versenytilalmi korlátozását figyelmen kívül hagyva, egy hét múlva másik rádióadónál létesített munkaviszonyt. A rádió közleménye szerint a rádiós így cserbenhagyta közönségének jelentős részét (mivel az új rádió sugárzási területe jóval kisebb, mint a Rádió 1 hálózata, mivel a Music FM-hez ment). Dr. Erdélyi Krisztián, a Rádió 1 ügyvezető igazgatója a Blikknek kifejtette, hogy munkaügyi pert kezd az általuk felfuttatott rádiós ellen.